# マイケル・アッシャー
マイケル・アッシャー（Michael Max Asher、1943年7月15日 - 2012年10月15日）は、アメリカ合衆国のコンセプチュアルアーティスト。New York Times紙によると「制度的批評として知られているコンセプチュアルアートの守護聖人の間で、私たちが芸術をどのように知覚するかを支配する仮定のしばしば難解な分析」で知られる。主に新しいアートオブジェクトをデザインするのではなく、既存の作品、壁、ファサードなどを再配置または除去することで、すでにある環境に変更を加える。
高く評価された芸術教授でもあり、カリフォルニア芸術大学で数十年にわたって教鞭をとる。多くの成功したアーティストによって、彼らの発展における重要な影響として引用された彼の教えは、イギリス人ジャーナリストSarah Thorntonによると、彼の「最も影響力のある」作品であると評されている。

## 経歴
カリフォルニア州ロサンゼルスにて、ギャラリストのベティ・アッシャーとレナード・アッシャー博士の息子として生まれる。カリフォルニア大学アーバイン校、1966年に美術学士号を取得。
1973年にカリフォルニア芸術大学で教鞭をとり、ジョン・バルデッサリ、ジュディ・シカゴ、アラン・カプローなどの影響力のあるアーティスト教授と共に教育に携わる。アッシャーの「ポストスタジオアート」の授業では、1つの作品に8時間以上をかける集中的なグループ批評が行われた。美術史家のベンジャミン・ブクローの共著Writings（1973–1983）、on Works（1969–1979）は、ノバスコシア芸術デザイン大学出版局により出版された。
Sarah Thorntonの著書Seven Days in the Art World第2章は、前述のポストスタジオアート批評クラスを舞台としている。彼女はこの批評を学生にとっての「通過儀礼」であり、アッシャーの「最も影響力のある」作品であり、「大学カリキュラムの残りの部分の限界を明らかにする制度的批評」と評する。
2008年から病気によりカリフォルニア芸術大学で医療休暇を取得していたが、闘病の末2012年10月14日に69歳で亡くなる。

## 作品
彼の作品は「特定の環境における微妙でありながら意図的な介入。加算、減算、または変更」という形をとる。彼の作品は常にサイトスペシフィックで、一時的なものであり、作品のために作られたものや移動されたものはすべて、展覧会の後に破壊されたり戻されたりした。
特に70年代の作品の多くは、芸術的な空間としてのギャラリー特有の特質に焦点を当てていた。ギャラリーの空間的、キュレーション的な選択を、視聴者の知覚に概念的に焦点を当てた独自のミニマリスト的作品と捉えた。
1960年後半から1970年前半にかけての作品では、壁やカーテンを使ってギャラリー空間を仕切ったり、音を反射・吸収する環境を設計した。 ラホーヤ美術館での彼の最初の個展では、ギャラリーの壁の1つに音源を設置し、部屋のすべての音波を効果的に打ち消し、ギャラリーの中央に音のデッドゾーンを作った。
1969年、ホイットニー美術館で開催されたグループ展「Anti-Illusion: Procedures/Materials」では、訪問者がある展示空間から次の空間に移るときに通過する空気のスラブを作るため、扉の上の送風機を塞いだ。
1970年代には、絵画の層をサンドブラストで取り除いたり、展示スペースとギャラリーオフィスを隔てる仕切り壁を取り除いたりするなど、スペースから要素を取り除き始めた。例えばInstallation(1970)では、ギャラリーの内部空間を再構成した後、24時間ドアを開けずにギャラリーを開いたままにして、光と通りの騒音をギャラリーに体験的要素として取り入れた作品を制作した。 1974年、ロサンゼルスのクレア・コプリー・ギャラリーでの別の初期の作品では、オフィス空間を視界から守る重要な壁を取り払い、アートギャラリーの舞台裏のビジネスオペレーションを見る価値のあるものとして描いた。
1977年には、機関としてのギャラリーの仕組みをさらに探求し、クレアコプリーとモーガントーマスの両方のギャラリーで展覧会を開催した。この2つの展覧会はトランスポーザー（転置）の機能を持ち、ギャラリーの両方の所有者を他方に配置し、それぞれ独自のキュレーション的選択を展示している。
1979年に彼は博物館のコレクションでオブジェクトの位置を変更し始めた。また、これまでに近代美術館が収集した作品のリストなど、事実を収集することもある。
2008年のサンタモニカ美術館での展覧会では、1998年5月に当美術館がベルガモット駅に移転して以来のすべての展示で建てられた44の展示壁をすべて再作成した。展示会の入り口にある小さなギャラリーには、各展示会のタイトルと開催日が記された44の展示会の建築設計図が展示されており、来館者が何を見るかを決める鍵となっている。
カリフォルニア大学サンディエゴ校のキャンパスにあるスチュアートコレクションオブパブリックアートの一部として、また彼の米国で初の常設の公共屋外作品として1991年に発表された無題の作品では、機能的に磨かれた御影石の水飲み場が旗竿の横に並べられた。この水飲み場は、ビジネスオフィスや政府の建物によく見られる商用の金属噴水を忠実に再現している。インテリアオフィス家具としての通常のコンテキストの代わりに、噴水はキャンパスの中央にある草の島のような記念碑に配置されている。この場所は1917年から1964年まで、軍事訓練施設 「キャンプ・マシューズ」の跡地で、この作品は、2015年1月13日ハンマーを振るう破壊行為で壊された。